# Spirit (filozofie)
Cuvântul Spirit   (din latină spiritus  "respiratie") are mai multe înțelesuri diferite și conotații, toate referitoare la o substanță non-corporală contrastând cu corpul material.
Spiritul unei ființe umane este astfel animarea, principiul vital sau sensibilitatea din acel individ, similar cu sufletul considerat a fi sediul puterii mentale, intelectuale și emoționale, aceleasi notiuni care sunt, de fapt, caracteristici ale creierului.
Noțiunile de "spiritul" unei persoane și "sufletul", de multe ori se suprapun, în timp ce ambele contrastează cu trupul și ambele sunt imaginate că supraviețuiesc morții trupești în religie și ocultism, și "spirit" poate avea, de asemenea, sensul de "fantomă", adică manifestările spiritului unei persoane decedate.
Termenul se poate referi, de asemenea, la orice ființă imaginată ca necorporală sau imaterială, cum ar fi demonii sau zeitățile, în creștinism în special Duhul Sfânt trăit de adepți la Rusalii.

## Etimologie
Cuvântul Spirit   provine din latinescul, spiritus   înseamnând "suflare", dar, de asemenea, "spirit, suflet, curaj, vigoare", și în cele din urmă de la proto-indo-europeanul * (s)peis.  Se deosebește de latinul, anima "suflet". În limba greacă, această distincție există între pneuma  (πνευμα), "respirație, aer mobili, spirit," și psykhē (ψυχη), "suflet."
Distincția între suflet și spirit, de asemenea, s-a dezvoltat în religiile abrahamice: în arabă nafs  în opoziție cu (نفس) RUH  (روح); În ebraică neshama  (נְשָׁמָה nəšâmâh)  sau nephesh  (în ebraică neshama  provine din rădăcina NSM  sau "suflare") în opoziție cu ruach  (רוּחַ Ruah).

## Semnificații

### Utilizare metafizică
În termeni metafizici, „spiritul” a dobândit o serie de semnificații:
- O energie sau substanță nematerială, dar omniprezentă, non-cuantificabilă prezentă individual în toate lucrurile vii. Spre deosebire de conceptul de suflete (de multe ori considerate ca fiind eterne și, uneori, crezute că a pre-există corpului) un spirit se dezvoltă și crește ca un aspect integrant al unei fiinte vii. [necesită citare] Acest concept al spiritului individual apare frecvent în animism. A se nota distincția între acest concept de spirit și aceea de suflet pre-existente sau etern: credința în suflete are loc specific și mult mai puțin frecvent, în special în societățile tradiționale. S-ar putea mai corect numi acest tip / aspect de spirit "viață" (BIOS  în greacă) sau "eter", decât "spirit" (pneuma  în limba greacă).
- Un spiriduș, demon sau mai ales o fantoma. Oamenii concep, de obicei, ca o fantomă, un spirit rătăcitor de la o ființă ce nu mai trăiește, și care a supraviețuit moartea trupului totuși menținându-și cel puțin vestigiile minții și a  ale conștiinței.
- În religie și spiritualitate, respirația unui om din motive evidente a devenit văzută puternic legată chiar cu apariția vieții. O importanță similară a devenit atașată față de sângele uman. Spiritul, în acest sens, înseamnă lucru care separă un organism viu de un cadavru, și implică de obicei, inteligența, conștiința, și sensibilitatea.
- În tradiția spirituală nativ americană, Spiritul este, de asemenea, cunoscut drept Creator, sau "Marele Spirit", și trece prin mai multe denumiri în funcție de fiecare limbă indigenă.
- Diferite religii animiste, cum ar fi șintoismul japonez și diverse credințe tribale africane, se concentrează pe ființe invizibile care reprezintă sau se conectează cu plantele, animalele (uneori numite "Parintii animalelor"), sau forme de relief; traducători folosesc, de obicei, cuvântul "spirit" atunci când încearcă a exprima ideea unor astfel de entități.
- spirite individuale considerate ca interconectate cu toate celelalte spirite și cu "Spiritul" (singular și capitalizat). Acest concept se referă la teorii de spiritualitate unificată, conștiința universală și la unele concepte de Zeitate. În acest scenariu toate "spiritele" separate, când sunt conectate, formează o unitate mai mare, Spiritul, care are o identitate distinctă de elementele sale, plus o conștiință si un intelect mai mare decât elementele sale; și o ultimă, conștiență non-duală sau forță a vieții combinând sau trenscendând toate unitățile individuale de conștiință. Experiența unei astfel de conexiuni poate deveni o bază primară pentru convingeri spirituale. Termenul de Spirit  apare în acest sens, în (pentru a numi doar câteva) Antroposofia, Aurobindo, un curs de miracole, Hegel, și Ken Wilber. În această utilizare, termenul pare conceptual identic cu "Unul" lui Plotin,  și "Absolutul" lui Friedrich Schelling. În mod similar, în conformitate cu opinile/panteiste/panenteiste, Spiritul echivalează cu esența, ce se poate manifesta ca minte / suflet, prin orice nivel în ierarhia panteistă, cum ar fi printr-o minte / suflet a unei singure celule (cu o conștiință elementară, foarte primitivă), sau prin mintea / sufletul unui om sau animal (cu constiinta la un nivel de sinergie organică al unui om / animal individual), sau prin intermediul unei minți / suflet (superioare) cu o conștiință sinergetic extrem de complex / sofisticată de galaxii întregi ce implică toate sub-nivelele, toate emanând (deoarece mintea / sufletul superior funcționează non-dimensional, sau trans-dimensional) de la unul singurul Spirit.
- Teologia creștină poate folosi termenul de "Spirit" pentru a descrie pe Dumnezeu, sau aspecte ale Lui Dumnezeu - ca în "Spiritul(Duhul) Sfânt", referindu-se la un Dumnezeu trinitar (Sfânta Treime): "Rezultatul, Dumnezeu ajunge la om prin Tatăl ca sursă, Fiul ca direcție ("Calea"), și prin Duh ca transmitere".
- În termeni teologici (populari), "spiritul" uman individual (singular, minuscule) este un aspect situat profund în suflet [necesită citare] făcând obiectul creșterii și schimbării "spirituale";actualul scaun al emoției și dorinței, și organul de transmisie prin care oamenii pot contacta pe Dumnezeu. Într-o definiție teologică rară, acesta constă în conștiința superioară înglobând sufletul. [necesită citare] "Spiritul" formează un concept central în pneumoftiziologie (a se nota faptul că studiile de pneumoftiziologie studiază "pneuma" (greacă pentru "spirit" nu), și nu "psyche" (greacă pentru "suflet") - cum este studiat în psihologie).
- Știința Creștină foloseste "Spirit" ca una din cele șapte sinonime pentru Dumnezeu, ca în: "Principiul; Minte, Suflet, Spirit; Viață; Adevăr; Dragoste" [2]
- Harmonștii rezervă termenul de "spirit" pentru cei care controlează și influențează colectiv o persoană din tărâmul minții.

### Utilizare metaforică
Utilizarea metaforică a termenului, de asemenea, grupează mai multe sensuri relaționate:
- Loialitatea și sentimentul de includere în istoria socială sau esența colectivă a unei instituții sau a unui grup, cum ar fi în spiritul școlii sau esprit de corps.
- Un înțeles mai apropriat se referă la viziunea asupra lumii a unei persoane, loc, sau timp, ca în "Declarația de Independență a fost scrisă în spiritul lui John Locke și în conceptele sale de libertate", sau în termenul Zeitgeist , însemnând "spiritul epocii".
- Ca un sinonim pentru "vivacitate" ca în "Ea a realizat piesa cu spirit" sau "Ea a pus o apărare în spirit".
- Intenția subiacentă a unui text distinsă de sensul său literal, în special în drept, a se vedea litera și spiritul legii.
- Ca un termen de băuturi alcoolice - care decurge din superstiții medievale,  care au explicat efectele alcoolului ca activitate demonică. [necesită citare]
- În misticism: existența în unitate cu Dumnezeirea. Sufletul poate echivala, de asemenea, cu spirit, dar sufletul implică anumite conștiințe umane individuale, în timp ce spirit provine din afara acestora. Compara învățătura psihologică a lui Al-Ghazali.

A se vedea sufletul și  fantomă (stafie)  și spiritualitate pentru discuții similare.

## Concepte înrudite în alte limbi
Concepte similare în alte limbi includ pneuma  greacă și Akasha  sanscrita / Atman, a se vedea, de asemenea, și  Prana.
Unele limbi folosesc un cuvânt pentru "spirit" de multe ori strâns legat (dacă nu sinonim) cu "minte". Exemplele includ germana, Geist  (relaționate la cuvântul "fantomă") sau în franceză, "l'esprit". Versiunile în limba engleză a Bibliei iudeo-creștină cel mai frecvent traduce cuvântul ebraic "ruach" (רוח; "vânt"), ca "spiritul", a cărei esență este divină  (a se vedea Duhul Sfânt și hakodesh ruach).  Alternativ, texte ebraice utilizează în mod obișnuit cuvântul nephesh . Cabalisti consideră nephesh  ca una dintre cele cinci părți ale sufletului evreiesc, în care nephesh  (animal) se referă la ființa fizică și instinctele animalice ale sale. În mod similar, limbile scandinave, limbile baltice, limbile slave și limba chineză (qi)  folosesc cuvintele pentru "respiratie" pentru a exprima concepte similare cu "spiritul".